# Marco Munding
Marco Munding (* 15. Oktober 1962 in Stuttgart) ist ein deutscher Rennfahrer.

## Leben
Seine motorsportliche Laufbahn begann Munding mit der „ADAC Rallye Schule“ im Jahr 1989. Im Jahr 1990 nahm Munding im Rahmen der Deutschen Rallye-Meisterschaft an dem Peugeot 205 GTI Cup teil. Nach einigen Läufen in der Deutschen Rallye-Meisterschaft erfolgte sein Debüt im Deutschen Tourenwagen-Cup 1990. 1992 stieg Munding in die Deutsche-Tourenwagen-Trohäe auf und nahm am 24-Stunden-Rennen auf dem Nürburgring (Klassensieg), am Divinol Cup (zweimal Poleposition) und am Deutschen-Tourenwagen-Cup Finale teil. 1992 wurde Munding vom Sportkanal zum „Rookie of the year“ gewählt. 1993 fuhr Munding auf BMW ein Rennen der Deutschen Tourenwagen-Meisterschaft und errang den Klassensieg beim 6-Stunden-Rennen auf der Nordschleife/Nürburgring. Weitere Klassensiege folgten 1995 beim 24-Stunden-Rennen und 6-Stunden-Rennen (2. Gesamtrang) Nordschleife/Nürburgring (auf DTM-BMW) sowie der 7. Gesamtrang beim 24-Stunden-Rennen.
Aktuell unterstützt er seine Söhne Wodan Erik Munding und Donar Nils Munding (seit 2017 Werksfahrer beim CRG Factory Racing Team), die als Rennfahrer bei der CIK-FIA European Championship, der CIK-FIA World Championship und der Deutschen Kart Meisterschaft aktiv sind.

## Karrierestationen
- 1991: Deutscher Tourenwagen Cup
- 1992: Divinol Cup
- 1992: 24-Stunden-Rennen auf dem Nürburgring – 2 Liter Klasse (Platz 1)
- 1992: Deutsche Tourenwagen Trophäe
- 1993: 6-Stunden-Rennen Nürburgring – 2,5 Liter Klasse (Platz 1)
- 1993: Deutscher Tourenwagen Cup
- 1993: Deutsche Tourenwagen-Meisterschaft
- 1994: 24-Stunden-Rennen auf dem Nürburgring – 2 Liter Klasse (Platz 4)
- 1995: 6-Stunden-Rennen Nürburgring – 2 Liter Klasse (Platz 1)
- 1995: 24-Stunden-Rennen auf dem Nürburgring – 2 Liter Klasse (Platz 1)